# Чаба Балог
Чаба Балог (на унгарски: Balogh Csaba) е унгарски шахматист, международен гросмайстор.

## Шахматна кариера
През май 2003 г. участва с отбора на Унгария в „Митропа Къп“, където записва индивидуален резултат 4,5 точки от 9 възможни. През септември спечелва европейското първенство за момчета до 16-годишна възраст.
През април 2004 г. завършва на второ място на международен турнир в Залаегерсег. През юни участва в „Митропа Къп“, където записва резултат 5 точки от 8 възможни. През юли завършва на второ място в гросмайсторския турнир на шахматния фестивал в Балатонлеле. През септември участва в мач турнир между Унгария и Германия за Купа Будапеща, където Балог записва 1 точка от 6 възможни (две ремита и четири загуби).
През 2005 г. участва в световната купа на ФИДЕ, където е отстранен във втория кръг от Александър Арещенко с 0,5-1,5 т. Преди това Балог отстранява Сергей Карякин.
През 2007 г. завършва на трето място на „Мемориал Дьорд Маркс“ с резултат 5,5 точки от 10 възможни. Същата година участва в световната купа на ФИДЕ, където е отстранен в първия кръг от Владислав Ткачиев с 0-5-1,5 т.
През март 2008 г. спечелва международен гросмайсторски турнир в Хевиз с резултат 5,5 точки от 10 възможни. През септември завършва на второ място в първенството на Унгария, след като губи на финала от Золтан Алмаши.
През 2009 г. спечелва унгарското отборно първенство за 2008/09 с клуб „Aquaprofit-NTSK“. През август спечелва бронзов медал от индивидуалното първенство на Унгария.
Балог участва на три европейски отборни първенства със състава на Унгария. Дебютът му е на първенството в Гьотеборг през 2005 г., където играе като първа резерва и спечелва сребърен медал на дъска с резултат 4,5 точки от 6 възможни. През 2007 и 2009 г. се състезава на трета дъска, записвайки съответно 4,5 точки от 8 възможни и 4,5 точки от 7 възможни.